# Eteri (antica Grecia)

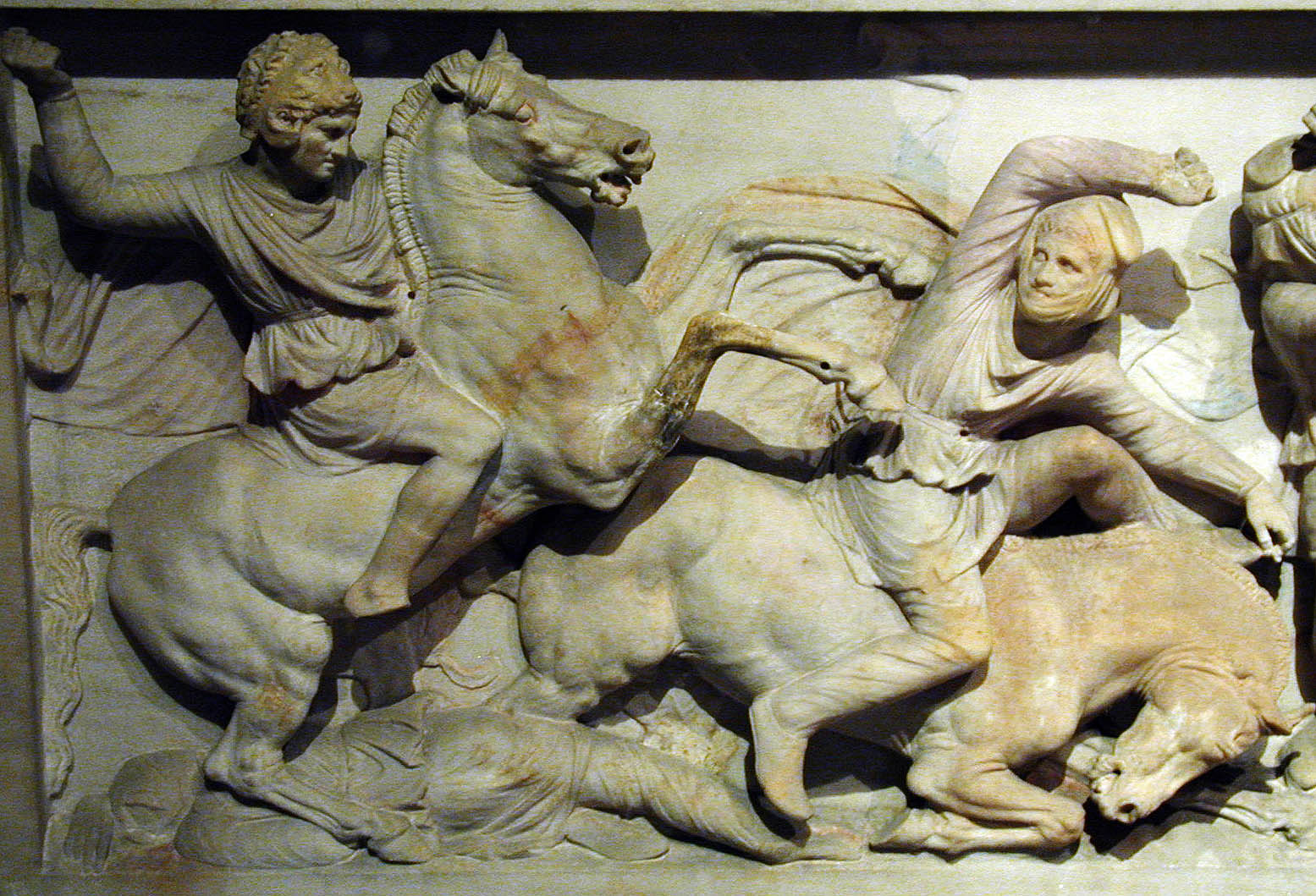
Cavalieri Etèri - particolare dal Sarcofago di Alessandro.

Gli Etèri (in greco antico: Ἑταῖροι?, Hetâiroi) erano il seguito nobiliare del sovrano macedone, con funzioni prevalentemente di tipo militare.

## Storia
Il termine in origine designava l'insieme dei baroni e piccoli sovrani locali che governavano sulle zone montuose dell'antico Regno di Macedonia. Progressivamente inquadrati nella società macedone sotto la dinastia argeade, divennero il seguito del sovrano di Pella, i suoi consiglieri e i suoi compagni: hetairoi in greco significa appunto "compagni". Nella nuova realtà politico-militare della Macedonia creata da Filippo II di Macedonia, gli hetairoi vennero radunati in una forza armata permanente di cavalleria pesante dell'esercito macedone.
A partire dal regno di Filippo II, via via che la vecchia nobiltà montanara perdeva il suo potere e la sua condizione di semi-indipendenza, il termine Etèri venne esteso anche ai consiglieri e ai collaboratori regi delle pianure circostanti Pella. Parallelamente, i soldati della cavalleria pesante dell'esercito macedone, fino ad allora la “Cavalleria degli Etèri”, incominciarono a essere chiamati xystophoroi (ξυστοφόροι), "portatori della lancia", dalla loro arma l'elezione, lo xiston. I costi dell'equipaggiamento della cavalleria mantennero l'accesso ai suoi ranghi privilegio esclusivo dei più abbienti cittadini macedoni tra i quali, all'epoca di Alessandro Magno, figuravano però anche uomini non più provenienti dalle file della vecchia aristocrazia dell'Alta Macedonia.

## Equipaggiamento

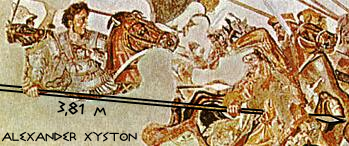
Lo xiston di Alessandro Magno - particolare dal mosaico romano "Battaglia di Isso".

Gli hetairoi portavano armatura di cuoio o metallo, dalla foggia non uniformata. L'elmo era di tipo beotico, privo di para-guancia e para-nuca ma molto leggero e capace di garantire al guerriero una buona visuale, come raccomandato dallo storico greco Senofonte. Gli hetairoi non portavano però né schinieri né scudo. Un secolo dopo Filippo II e Alessandro, al tempo degli Antigonidi, dinastia dei diadochi che regnò in Macedonia dopo la scomparsa della dinastia argeade, gli hetairoi vennero armati di un pesante scudo di tipo trace.
Armi d'elezione del cavaliere etero erano una lunga lancia in legno di corniolo, lo xiston, con cui scompaginare lo schieramento nemico, e la spada monofilare nota come makhaira, sempre raccomandata da Senofonte. I cavalli degli hetairoi, allevati nei vasti pascoli direttamente controllati dagli hetairoi stessi, erano di una razza mista, incrociata con gli animali razziati in Tessaglia. Contrariamente a quanto raccomandato da Senofonte, i cavalli degli hetairoi non erano corazzati.

## Schieramento
I cavalieri arruolati dai sovrani di Pella venivano ripartiti in squadroni di ilie di 200 uomini; l'unica eccezione era lo squadrone al diretto comando del sovrano, basilikè ilè ("squadrone reale"), sorta di equivalente dell'antica agema nella falange oplitica degli spartani, i cui effettivi assommavano a 400 cavalieri. Ogni ila era guidata da un ilarca e ripartita in due lochoi; i lochoi erano a loro volta divisi in due tetrarchie guidate ognuna da un tetrarca.
Gli hetairoi, come i tessali, erano solitamente schierati in formazione “romboidale”, una tattica che le popolazioni dell'areale greco avevano appreso dai cavalieri nomadi Sciti. Questa formazione era facilmente manovrabile, pronta a una virata in senso diagonale, poiché, come osservato dallo storico Asclepiodoto Tattico:
Gli hetairoi erano schierati sul fianco destro dello schieramento macedone, come difesa avanzata per il lato debole della falange, con il compito di sferrare il colpo definitivo al nemico.

## Considerazioni
Gli storici militari hanno a lungo indicato nella carica degli hetairoi il primo esempio di “urto di cavalleria” della storia occidentale. Va comunque osservato che Filippo II prima e Alessandro poi furono sempre molto accorti nelle loro cariche di cavalleria contro le compatte formazioni di fanti del mondo antico. Nella sua battaglia contro i Malli, popolazione indiana affrontata poco dopo la Battaglia dell'Idaspe, Alessandro, per esempio, aspettò d'impegnare le fitte schiere della fanteria nemica con i suoi fanti greci corazzati, lasciando la carica di cavalleria come ultimo atto dello scontro.